# Bartholomew Yong
Bartholomew Yong (24 de agosto de 1560, Londres, Inglaterra – septiembre de 1612, Inglaterra)fue hispanista inglés del siglo XVI.

## Biografía
Viajó a España, donde estuvo entre 1578 y 1580. 
En mayo de 1583, ya de vuelta en Inglaterra, completó la traducción al inglés de varias novelas pastoriles españolas, como la Diana de Jorge de Montemayor, su continuación por Alonso Pérez y la Diana enamorada de Gaspar Gil Polo, traducciones que no verían la luz hasta 1598.Esta traducción sirvió para introducir novedades en el léxico y en la métrica inglesa. Comparadas con las versiones de su época, las de Yong son extremadamente precisas, correctas y completas. 
También tradujo la Fiammeta de Giovanni Boccaccio.